# Liste der Baudenkmale in Gollenberg (Havelland)
In der Liste der Baudenkmale in Gollenberg sind alle denkmalgeschützten Bauten der brandenburgischen Gemeinde Gollenberg und ihrer Ortsteile aufgelistet. Grundlage ist die Veröffentlichung der Landesdenkmalliste mit dem Stand vom 31. Dezember 2023.

## Baudenkmale in den Ortsteilen
In den Spalten befinden sich folgende Informationen:
- ID-Nr.: Die Nummer wird vom Brandenburgischen Landesamt für Denkmalpflege vergeben. Ein Link hinter der Nummer führt zum Eintrag über das Denkmal in der Denkmaldatenbank. In dieser Spalte kann sich zusätzlich das Wort Wikidata befinden, der entsprechende Link führt zu Angaben zu diesem Denkmal bei Wikidata.
- Lage: die Adresse des Denkmales und die geographischen Koordinaten. Link zu einem Kartenansichtstool, um Koordinaten zu setzen. In der Kartenansicht sind Denkmale ohne Koordinaten mit einem roten beziehungsweise orangen Marker dargestellt und können in der Karte gesetzt werden. Denkmale ohne Bild sind mit einem blauen bzw. roten Marker gekennzeichnet, Denkmale mit Bild mit einem grünen beziehungsweise orangen Marker.
- Bezeichnung: Bezeichnung in den offiziellen Listen des Brandenburgischen Landesamtes für Denkmalpflege. Ein Link hinter der Bezeichnung führt zum Wikipedia-Artikel über das Denkmal.
- Beschreibung: die Beschreibung des Denkmales
- Bild: ein Bild des Denkmales und gegebenenfalls einen Link zu weiteren Fotos des Baudenkmals im Medienarchiv Wikimedia Commons

### Neuwerder
| ID-Nr.   | Lage                   | Bezeichnung | Beschreibung                                                                           | Bild     |
| -------- | ---------------------- | ----------- | -------------------------------------------------------------------------------------- | -------- |
| 09150249 | Kastanienweg 13 (Lage) | Wohnhaus    | Das eingeschossige Fachwerkhaus mit Satteldach wurde zwischen 1779 und 1782 errichtet. | Wohnhaus |

### Stölln
| ID-Nr.                           | Lage                                          | Bezeichnung                                         | Beschreibung | Bild           |
| -------------------------------- | --------------------------------------------- | --------------------------------------------------- | --- | -------------- |
| 09150366 Wikidata                | Otto-Lilienthal-Straße 12 (Lage)              | Dorfkirche                                          | Die evangelische Kirche wurde 1824 errichtet, die Apsis wurde 1889 hinzugefügt. Im Inneren ist die Kanzel auf das Jahr 1621 datiert. | weitere Bilder |
| 09150650 Teilobjekt zu: 09150366 | Otto-Lilienthal-Straße 12 (Lage)              | Glocke                                              | Die Glocke wurde 1515 gegossen. | BW             |
| 09150367                         | (Lage)                                        | Gedenkstein für Otto Lilienthal, auf dem Gollenberg | | weitere Bilder |
| 09150895 Teilobjekt zu: 09150367 | (Lage)                                        | Treppenanlage                                       | | BW             |
| 09151009 Wikidata                | Flugplatz Stölln/Rhinow, Am Gollenberg (Lage) | Langstrecken-Verkehrsflugzeug, Typ Iljuschin Il-62  | Das 1973 gebaute Verkehrsflugzeug mit dem Luftfahrzeugkennzeichen DDR-SEG und dem Taufnamen Lady Agnes befindet sich seit 1989 an seiner derzeitigen Position. Es wurde zu Ehren des Flugpioniers Otto Lilienthal in einer spektakulären Aktion auf der nur ca. 850 Meter langen Landebahn des Flugplatzes Stölln/Rhinow gelandet. | weitere Bilder |